# 東人
東人（とうじん、韓国語:동인、トンイン）は、李氏朝鮮の官僚の派閥の一つ。

## 概要
地主階級である両班が中心の勲旧派に対抗した、中小の地主が基盤になっている新興官僚の一派士林派がその源流である。
士林派が、1567年、宣祖の即位により士林派政権を樹立する事に成功すると、1575年、今度は官職の任官権を巡り士林派の沈義謙と金孝元による党争が始まった。
その中の金孝元派の領袖が漢陽（ソウル）の東側に住んでいたので東人と呼んだ。この党争は、朱子学の解釈の違いにまで及び、東人は、趙光祖の弟子の一人である李滉（退渓）の学説を支持する主理派（朱子学の中で、宇宙の成り立ちの根元の気と理の内、理を本質的なものとして考える学派）が多かった。
なお、相反する沈義謙派の事を西人と呼んだ。
東人と西人の対立が始まると当時の大司憲・李珥は、金孝元、沈義謙双方を地方に退かせたため、東人の領袖の座に鄭仁弘を着かせた。1584年、李珥が亡くなると本格的な党争が始まった。東人はほぼ政権を掌握していたが、西人から東人へ寝返った鄭汝立の謀叛事件により西人に政権を奪われることとなった。
しかし、1591年に西人が世子冊封の問題で失脚すると東人が政権を掌握した。東人は西人の粛清を始めたがその過程で、南人と北人に分裂することとなった。